# Municipio de Prairie (condado de LaPorte)
El municipio de Prairie (en inglés: Prairie Township) es un municipio ubicado en el condado de LaPorte en el estado estadounidense de Indiana. En el año 2010 tenía una población de 209 habitantes y una densidad poblacional de 3,36 personas por km².

## Geografía
El municipio de Prairie se encuentra ubicado en las coordenadas 41°20′21″N 86°47′8″O / 41.33917, -86.78556. Según la Oficina del Censo de los Estados Unidos, el municipio tiene una superficie total de 62.17 km², de la cual 62,16 km² corresponden a tierra firme y (0,01 %) 0,01 km² es agua.

## Demografía
Según el censo de 2010, había 209 personas residiendo en el municipio de Prairie. La densidad de población era de 3,36 hab./km². De los 209 habitantes, el municipio de Prairie estaba compuesto por el 99,52 % blancos, el 0,48 % eran de otras razas. Del total de la población el 0,96 % eran hispanos o latinos de cualquier raza.